# Temagami Island
Temagami Island är en ö i Kanada.   Den ligger i provinsen Ontario, i den sydöstra delen av landet, 400 km nordväst om huvudstaden Ottawa.
I omgivningarna runt Temagami Island växer i huvudsak blandskog. Trakten runt Temagami Island är nära nog obefolkad, med mindre än två invånare per kvadratkilometer.